# Ласт квест
«Ласт квест» — российский драматический триллер, режиссёрский сериальный дебют Петра Фёдорова, который выступил также автором сценария, композитором и исполнил главную роль.
Премьера состоялась 3 ноября 2023 года в онлайн-кинотеатре Okko.

## Сюжет
40-летний Олег работает риелтором в Санкт-Петербурге. Он живёт с женой Леной и сыном Егором, а свободное время проводит в компании любовницы Ляли, которая регулярно снабжает его запрещенными веществами.
Однажды жена уезжает в другой город на похороны и просит Олега присмотреть за сыном. Перед тем, как отвезти его своей маме, Олег заказывает в даркнете наркотики, планируя по пути заехать в место закладки. Но всё идёт не по плану, когда вместо разовой дозы он обнаруживает пакет, в котором больше килограмма наркотиков. Спешно покидая место находки, Олег не замечает, что в машине нет сына – его взяли в заложники наркоторговцы и готовы обменять на похищенный пакет.

## В ролях
| Актёр                | Роль                                               |
| -------------------- | -------------------------------------------------- |
| Пётр Фёдоров         | Олег                                               |
| Александра Серзина   | Лена жена Олега                                    |
| Максим Матузный      | Егор сын Олега                                     |
| Анастасия Щеглова    | Настя Митрофанова («Ляля И-го-го») любовница Олега |
| Ростислав Лаврентьев | Боря брат Лены                                     |
| Евдокия Германова    | Ольга Ивановна мама Олега                          |
| Роман Мадянов        | Валерий                                            |
| Ирина Демидкина      | Оксана жена Бори                                   |
| Николай Добрынин     | Пётр отец Олега                                    |
| Павел Деревянко      | Павел актёр                                        |
| Юрий Ицков           | дед лесник                                         |
| Андрей Позднухов     | Руслан                                             |
| Павел Ворожцов       | Павел Антонович декан                              |
| Ольга Лапшина        | Тамара                                             |
| Максим Стоянов       | мотоциклист                                        |
| Азамат Нигманов      | мигрант                                            |
| Константин Шелестун  | Егор Палыч бомж                                    |
| Марина Клещёва       | Шурик бомжиха                                      |
| Полина Райкина       | тренер                                             |
| Олег Рязанцев        | травматолог                                        |

## Список серий

### 1 сезон
| Серия | Дата премьеры   |
| ----- | --------------- |
| 1     | 3 ноября 2023   |
| 2     | 10 ноября 2023  |
| 3     | 17 ноября 2023  |
| 4     | 24 ноября 2023  |
| 5     | 1 декабря 2023  |
| 6     | 8 декабря 2023  |
| 7     | 15 декабря 2023 |
| 8     | 22 декабря 2023 |
| 9     | 29 декабря 2023 |

## Производство
Сериал снят кинокомпанией «2020 Studio» по заказу онлайн-кинотеатра Okko.
В основе сюжета сериала – короткометражный фильм «Ласт квест», снятый Петром Фёдоровым в 2019 году с Александром Яценко в главной роли. Для сериальной версии сценарий был частично изменён, а главную роль решил исполнить сам режиссёр и сценарист.

## Реакция
Сериал получил многочисленные и в основном положительные оценки российских кинокритиков.
Сергей Ефимов («Комсомольская правда»): «Стремление к перфекционизму, продуманность всего до мелочей здесь в каждом кадре; персонажи, планы, склейки, реплики, визуальные эффекты, саундтрек сочетаются в полной гармонии; атмосфера возникает мгновенно. Каким-то образом Федорову удается избежать выспренности, лживой напыщенности».
Карина Назарова (Канобу): «Композиция «Ласт квеста» очень изобретательна. Сериал строится по типу сюрреалистичного коллажа, собираясь из элементов разных жанров — они соприкасаются линиями, накладываются друг на друга, но сохраняют свои первичные свойства и знаки. Фёдоров лихо и со вкусом сшивает комедию, социальную драму, боевик и хтонический ужас — следить за калейдоскопически меняющейся картинкой по-детски увлекательно и по-взрослому страшно».
Анна Ентякова («КиноРепортёр»): «Фёдоров не боится валяться в грязи и прыгать в ледяную воду, он бегает по колено в снегу и выворачивается наизнанку в прямом и переносном смысле. Да, в кадре есть художественные допущения – где-то эффекты жёстче, где-то мягче, но по факту картинка бьет наотмашь. Образы счастливой жизни не вяжутся с неоновой черепушкой на вступительных титрах, их легче принять за бессердечную издевку: первая серия показывает, что моральных ограничений у персонажа не осталось задолго до того, как он поедет за очередной закладкой с маленьким сыном, где его и потеряет».
Ольга Кузьмина («Вечерняя Москва»): «В чём же глубинная суть замысла? Поверить, что герой воспрянет из пепла благодаря отцовской любви я, например, не могу. Он „наворотит дел“, благо уже начал? Не исключено. Но морали это не убавит и не прибавит: он же априори асоциальный элемент. Спасет сына, но погибнет? Раскается, глядя на восход? Но это как-то совсем по-пионерски и хлипковато для проекта размером с сериал. А мораль и суть нужны, ведь послевкусие — это то главное, что остается на потом. Пока ясно одно: Федоров — отличный артист, блестящий, и точно — режиссер с потенциалом. Но на вопрос „зачем всё это“ — ответить надо».
Настасья Горбачевская (Film.ru): «Визуально насыщенная и ловко придуманная архитектура кадра не только впечатляет художественной раскованностью (подкованностью тоже — об этом позже), но и жонглирует ощущениями — стыда, жалости, тревоги, неловкости, бесконечного страха и скупого разочарования. Даже в, скажем, социально одобряемом дискурсе „Ласт квесту“ хватает ребячества, озорства и какого-то воодушевлённого хулиганства. Трагедия точно прощупывает единственную возможную дорогу — чем меньше Олег употребляет, тем человечнее становится: поначалу людское в оболочке напрочь утрачено. Но драматизм не вытесняет иронии, комичности и какого-то кинематографичного гуманизма с приколами».